# Vasikkasaari (ö i Finland, Norra Österbotten, Oulunkaari, lat 65,34, long 27,40)
Vasikkasaari är en ö i Finland. Den ligger i Ijo älv och i kommunen Pudasjärvi i den ekonomiska regionen  Oulunkaari  och landskapet Norra Österbotten, i den centrala delen av landet, 600 km norr om huvudstaden Helsingfors. Öns area är 0,6 hektar och dess största längd är 200 meter i sydöst-nordvästlig riktning.  Vasikkasaari ligger i sjön Jongunjärvi.